# Rivalta (Gazzola)
Rivalta è una frazione del comune italiano di Gazzola, in provincia di Piacenza. 
Situata nei pressi dello sbocco in pianura della val Trebbia, ebbe nei secoli un'importanza strategica militare e commerciale lungo le rotte di collegamento tra la pianura Padana e il porto di Genova. La frazione comprende il borgo medievale fortificato e il castello, la cui prima edificazione risale all'XI secolo.

## Geografia fisica

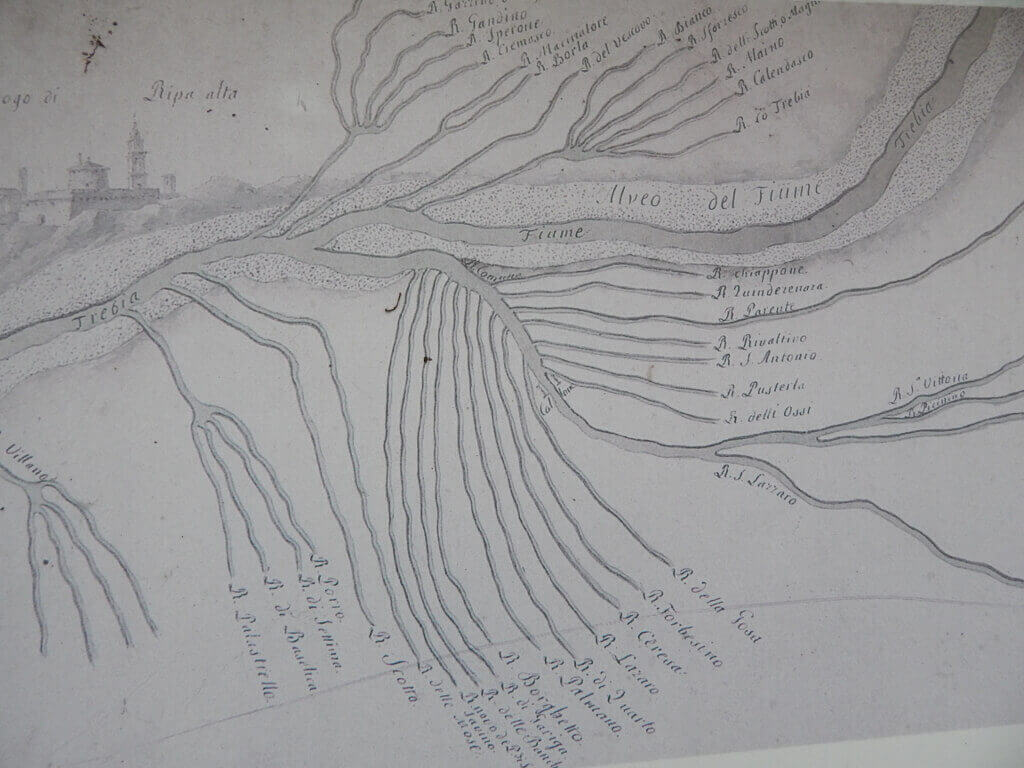
Il Trebbia e i rivi derivati di destra e di sinistra da Rivalta a Piacenza con rappresentazione prospettica del Castello di Rivalta (sec. XVIII)

Rivalta si trova sulla riva sinistra del fiume Trebbia, circa 15 km a sud della città Piacenza e circa 5 km a ovest del capoluogo comunale.
All'altezza del borgo fortificato, sono attive delle derivazioni su entrambe le sponde, le quali originano due rivi, chiamati rispettivamente Rio Comune di Destra e Rio Comune di Sinistra, le cui acque vengono deviate verso nord a fini irrigui. Queste canalizzazioni rappresentano le due maggiori condotte idriche della provincia.

## Origini del nome
Il nome della frazione deriva dal nome della ripida scarpata su cui si trova il castello, Ripa Alta, la quale era posta lungo il percorso della strada romana che risaliva la Val Trebbia.

## Storia
Nelle vicinanze di Rivalta, presso Croara, così come in altre frazioni e località del comune di Gazzola sono stati rinvenuti diversi reperti databili al Paleolitico inferiore e medio, nell'epoca della transizione tra l'homo erectus e l'uomo di Neanderthal. In seguito, il territorio fu abitato da diverse popolazioni, tra cui Liguri, Etruschi e Celti, ai quali subentrarono, infine, i Romani, i quali vi stabilirono una torre di avvistamento o un piccolo accampamento fortificato. 
Nel 218 a.C., nell'ambito della seconda guerra punica, nella zona fu combattuta la battaglia della Trebbia che vide contrapporsi le truppe romane comandate dal console Tiberio Sempronio Longo con le truppe cartaginesi guidate da Annibale, le quali riuscirono a sconfiggere i nemici. Nonostante una precisa identificazione dei luoghi della battaglia risulti difficoltosa, anche a causa del possibile spostamento verso ovest del letto del fiume, nei pressi di Rivalta sarebbe stato fissato il campo cartaginese, mentre, in una valletta nelle vicinanze, si sarebbe nascosta la cavalleria punica, posta sotto la guida del fratello di Annibale Magone, prima di sferrare il suo attacco contro i Romani.
A seguito del crollo dell'Impero romano, la zona, in precedenza dedita all'agricoltura vide ridursi la presenza umana , il che comportò un incremento della copertura boscosa. Con l'arrivo dei Longobardi nel nord Italia, Rivalta divenne sede di un arimanno, un'organizzazione di stampo militare formata da soldati liberi inviati dal re in una zona strategicamente importante. La consacrazione della chiesa parrocchiale a San Martino, a cui erano particolarmente devoti i Longobardi, risale, con tutta probabilità, a quest'epoca. Con la caduta dei Longobardi e la nascita del Sacro Romano Impero, la zona entrò nelle terre dei Franchi, i quali ne sfruttarono la posizione strategica lungo la strada che, valicando la catena appenninica, conduceva dalla pianura Padana a Genova.
Nel gennaio 889 Rivalta fu teatro della seconda battaglia della Trebbia, nella quale Guido II di Spoleto sconfisse le truppe di Berengario I conquistando il dominio sul tutta la parte centro settentrionale della penisola italiana.
Risale al 1025 la prima citazione, contenuta in un atto di acquisto, sulla presenza di un castello a Rivalta. Nel 1048 parte del complesso venne donato da parte dell'imperatore Enrico III il Nero al monastero benedettino di San Savino di Piacenza. Circa 30 anni dopo anche la rimanente parte del castello entrò nella proprietà dei monaci. Negli anni immediatamente successivi si alternarono nel castello diversi possessori, fino a che, nel corso del XII secolo, il forte entrò nelle proprietà della famiglia Malaspina, la cui presenza è testimoniata in un atto risalente al 1164. Successivamente, divenne di proprietà della famiglia dei Ripalta, la quale era livellaria del monastero di San Savino.

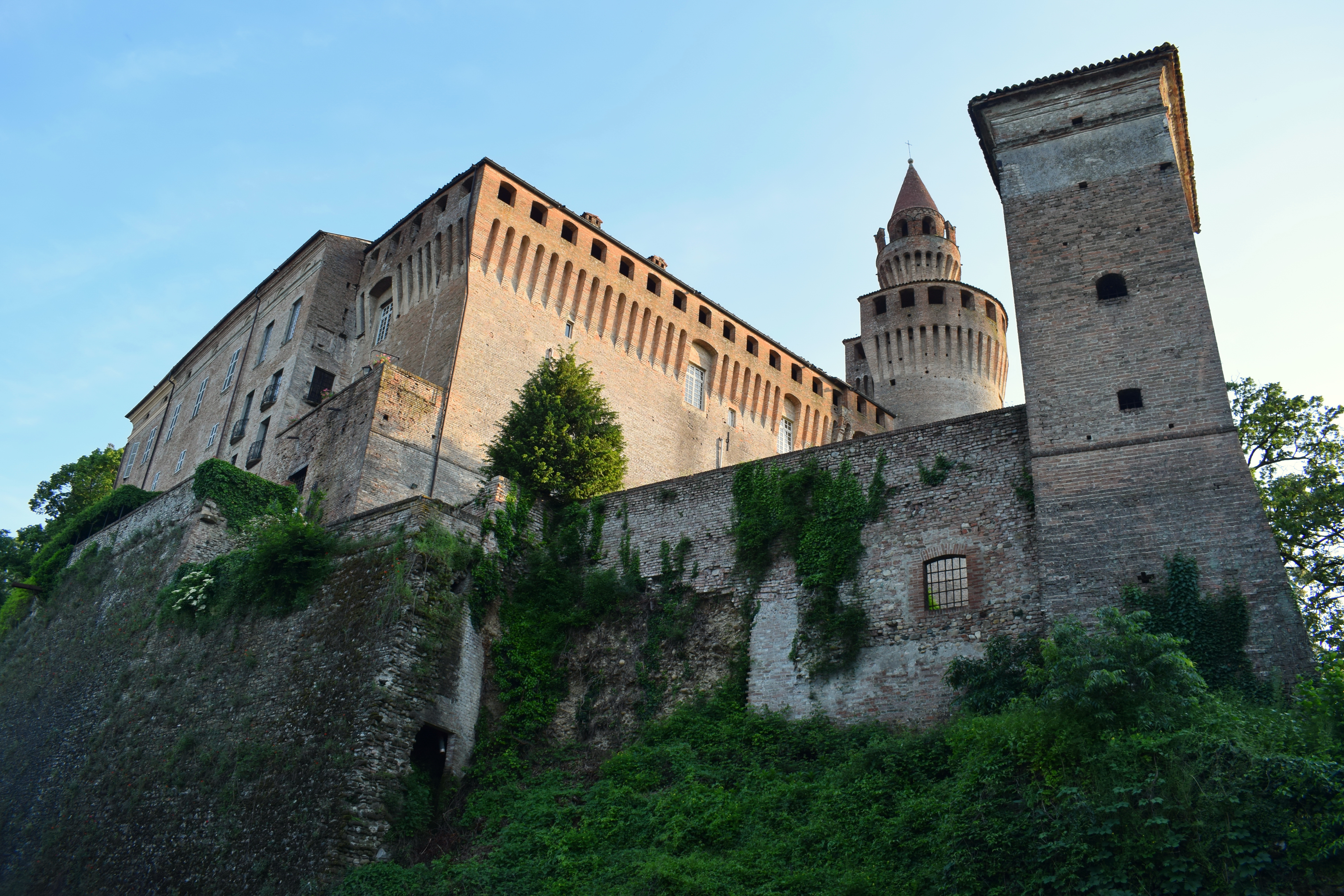
Il castello

Nel 1255 il podestà ghibellino di Piacenza Oberto Pallavicino ordinò la distruzione del castello di Rivalta, nonché di alcune altre fortificazioni fedeli alla fazione guelfa poste nella medesima zona. All'inizio del XIV secolo il castello fu acquistato dal nobiluomo Obizzo Landi di Cerreto; pochi anni dopo, nel 1322, tuttavia, fu assediato da parte del duca di Milano Galeazzo I Visconti del quale il Landi era stato negli anni precedenti un acceso sostenitore: le ragioni delle dispute tra i due furono eminentemente politiche, tuttavia si diffuse la credenza che il dissidio fosse stato originato da alcune proposte fatte dal duca milanese nei confronti della moglie di Obizzo Landi, Ermellina Bagarotti. Pochi mesi dopo, tuttavia Obizzo riuscì, con il supporto di truppe papali, a cacciare da Piacenza Galeazzo Visconti e il cugino Manfredo Landi da Castell'Arquato, venendo nominato rettore della città dal cardinale Bertrando del Poggetto e riconquistando anche il possesso di Rivalta.
Negli anni successivi Rivalta rimase nelle proprietà della famiglia Landi, anche quando i Visconti riuscirono a riconquistare il potere su Piacenza. Nel 1372 la zona fu brevemente occupata dalle truppe pontificie in guerra contro Galeazzo II Visconti. Nel 1405 Manfredo Landi ottenne l'investitura a conte da parte di Giovanni Maria Visconti. Nel 1412 fu Filippo Maria Visconti a confermare i privilegi concessi dal suo predecessore. Nonostante ciò, poco tempo dopo egli concesse il feudo di Rivalta al condottiero Niccolò Piccinino, i cui eredi mantennero il potere fino al 1448 quando ci fu la riconquista landiana. Negli anni successivi il borgo fortificato fu sottoposto a opere di restauro e ricostruzione. Alla fine del XV secolo il castello subì una sortita francese che culminò nella cattura da parte delle truppe fedeli a re Luigi XII del feudatario Corrado Landi e del suo ospite, il cardinale Guido Ascanio Sforza. Dopo essere rientrato a Rivalta, nel 1507, Corrado ottenne la licenza ducale per l'organizzazione di un mercato.
Nel 1636 Rivalta venne assediato da parte di soldati spagnoli impegnati nella guerra contro Odoardo Farnese, poi, nel 1746, fu teatro della terza battaglia della Trebbia, nell'ambito della guerra di successione austriaca, che vide scontrarsi truppe franco-spagnole e austro-sarde e durante la quale 6000 austriaci sotto il comando del generale Berenklau depredarono il castello. Infine, nel 1799 accadde la quarta battaglia della Trebbia che vide le truppe francesi guidate dal generale Étienne Jacques Joseph Alexandre Macdonald sconfitte dagli austro-russi comandati dal generale Suvorov.
Con la creazione dei comuni avvenuta in età napoleonica, Rivalta divenne capoluogo di Comune. A seguito dell'unità d'Italia, nel 1862, il comune cambiò il proprio nome da Rivalta a Rivalta-Trebbia. Nel 1889 il comune di Rivalta Trebbia cambiò la sua denominazione in Gazzola, diventando, da quel momento, frazione del suddetto comune.

## Monumenti e luoghi d'interesse

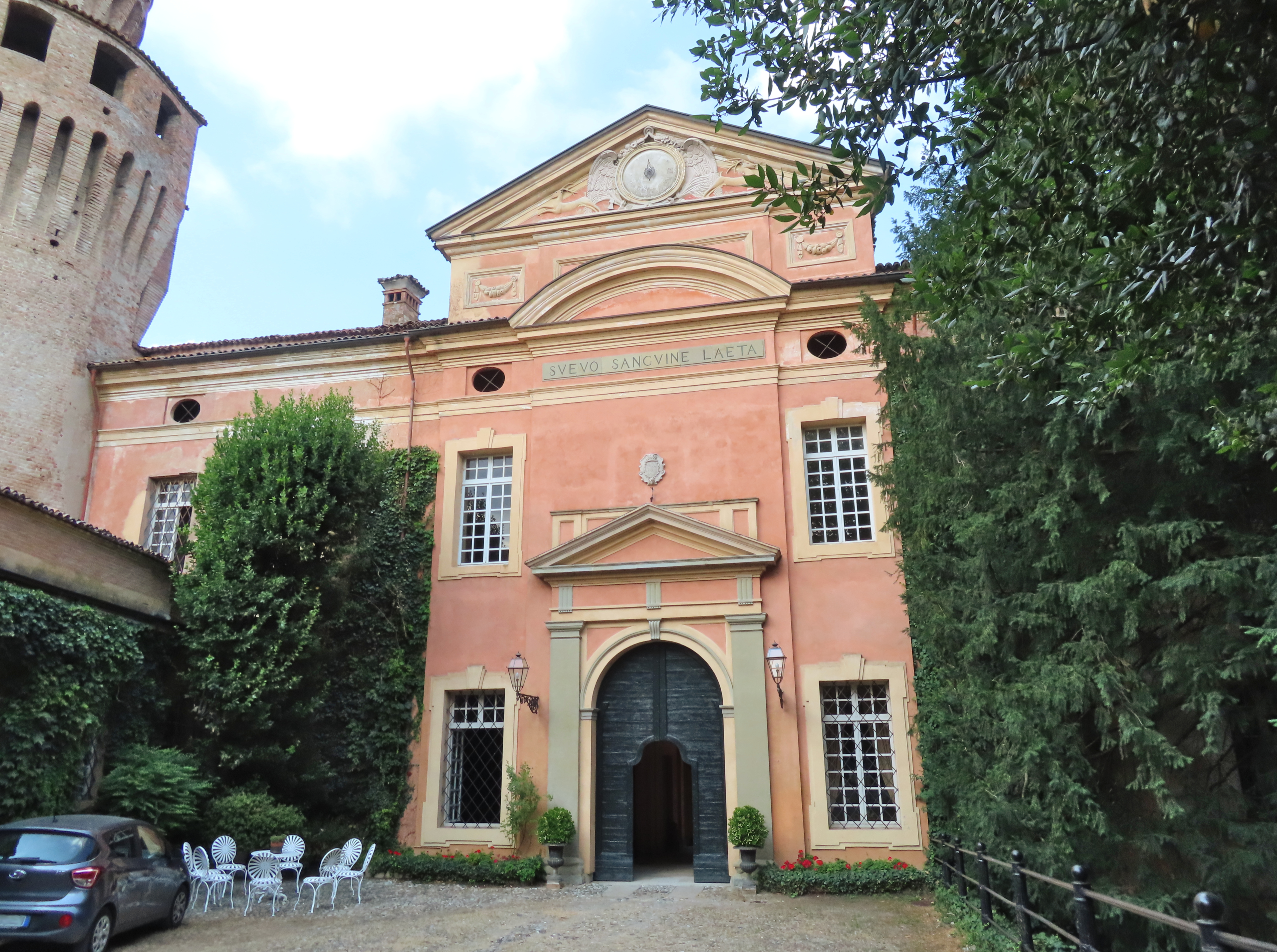
Facciata del castello di Rivalta

Castello di RivaltaCastello medievale posto all'interno di un borgo fortificato. Venne citato per la prima volta in un documento risalente al 1048, poi passò alla famiglia Landi, a cui apparteneva agli inizi del trecento, nella persona di Obizzo Landi. Rimasto nelle proprietà famigliari fino alla metà del XIX secolo, pervenne, in seguito, alla famiglia Zanardi Landi. L'edificio è caratterizzato da una planimetria quadrangolare rispetto alla quale emerge, in posizione angolare, la torre di forma cilindrica risalente al XV secolo. Durante questo secolo il castello subì importanti opere per venire adeguato alle nuove necessità militari generate dallo sviluppo dell'artiglieria. Queste modifiche furono curate dall'architetto Pietro Antonio Solari. Il cortile interno presenta un doppio loggiato con fregi realizzati in cotto, capitelli, cornici e medaglioni realizzati in terracotta.

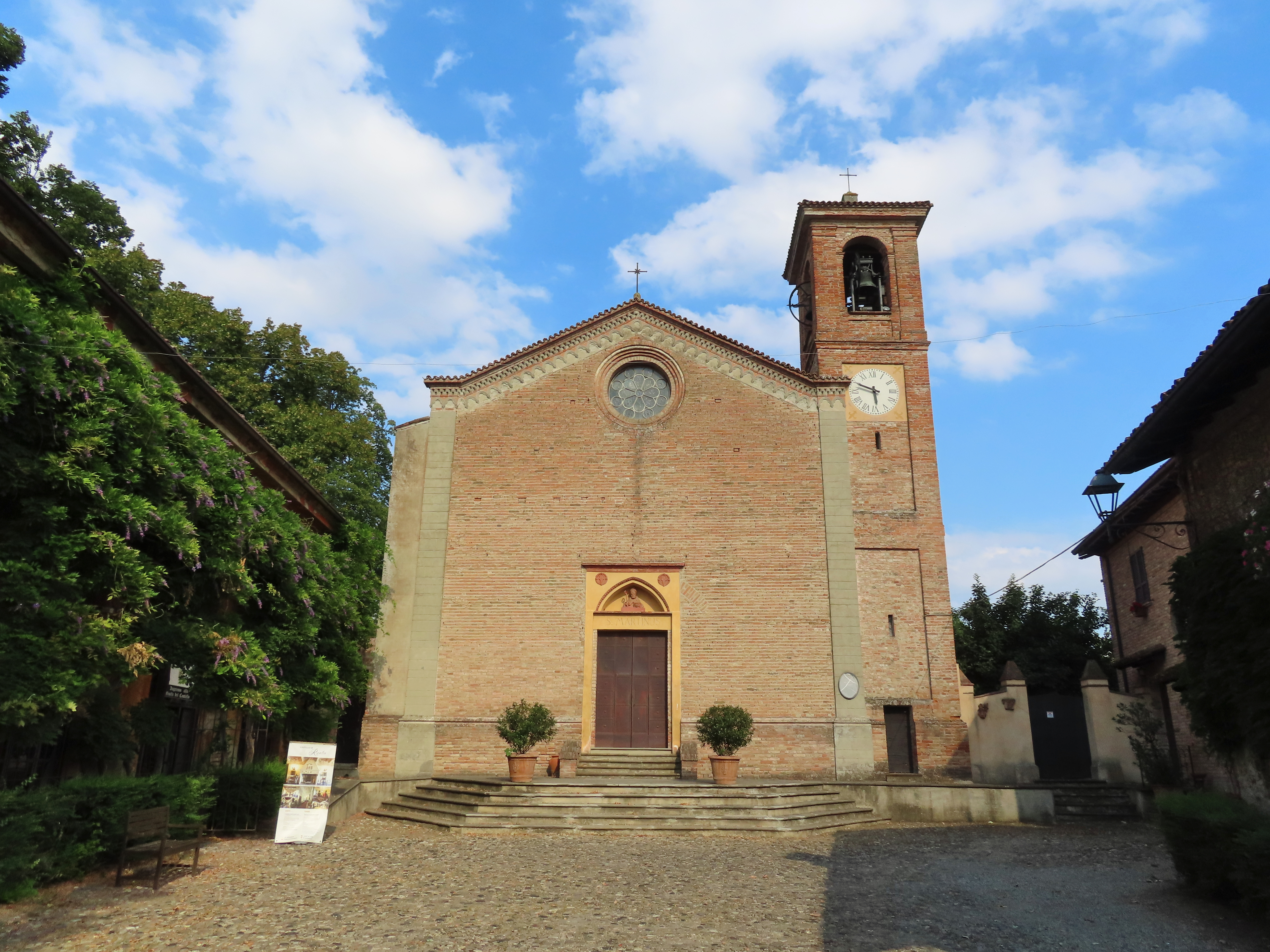
Chiesa di San Martino

Chiesa di San MartinoCostruzione quattrocentesca, edificata su di un edificio sacro preesistente di cui sono stati trovati alcuni resti in operazioni di scavo condotte nella zona absidale dell'edificio e che venne citata per la prima volta nel 1037 quando fu donata al monastero di San Savino di Piacenza. L'edificio si presenta in stile romanico lombardo ed è preceduto da un sagrato elevato rispetto al piano del borgo e accessibile tramite una scalinata in arenaria. La facciata è a capanna monocuspidata e presenta sugli angoli delle lesene realizzate in pietra che corrono per tutta la sua altezza. La chiesa presenta una pianta basilicale a navata singola con soffitto a capriate formato da tre campate, separate tra loro da archi a sesto acuto. Su ogni lato sono presenti tre cappelle votive che si aprono sulla navata tramite archi a tutto sesto. Ospita decorazioni in cotto e tele del pittore seicentesco Ferrante di Bologna.

### Aree naturali

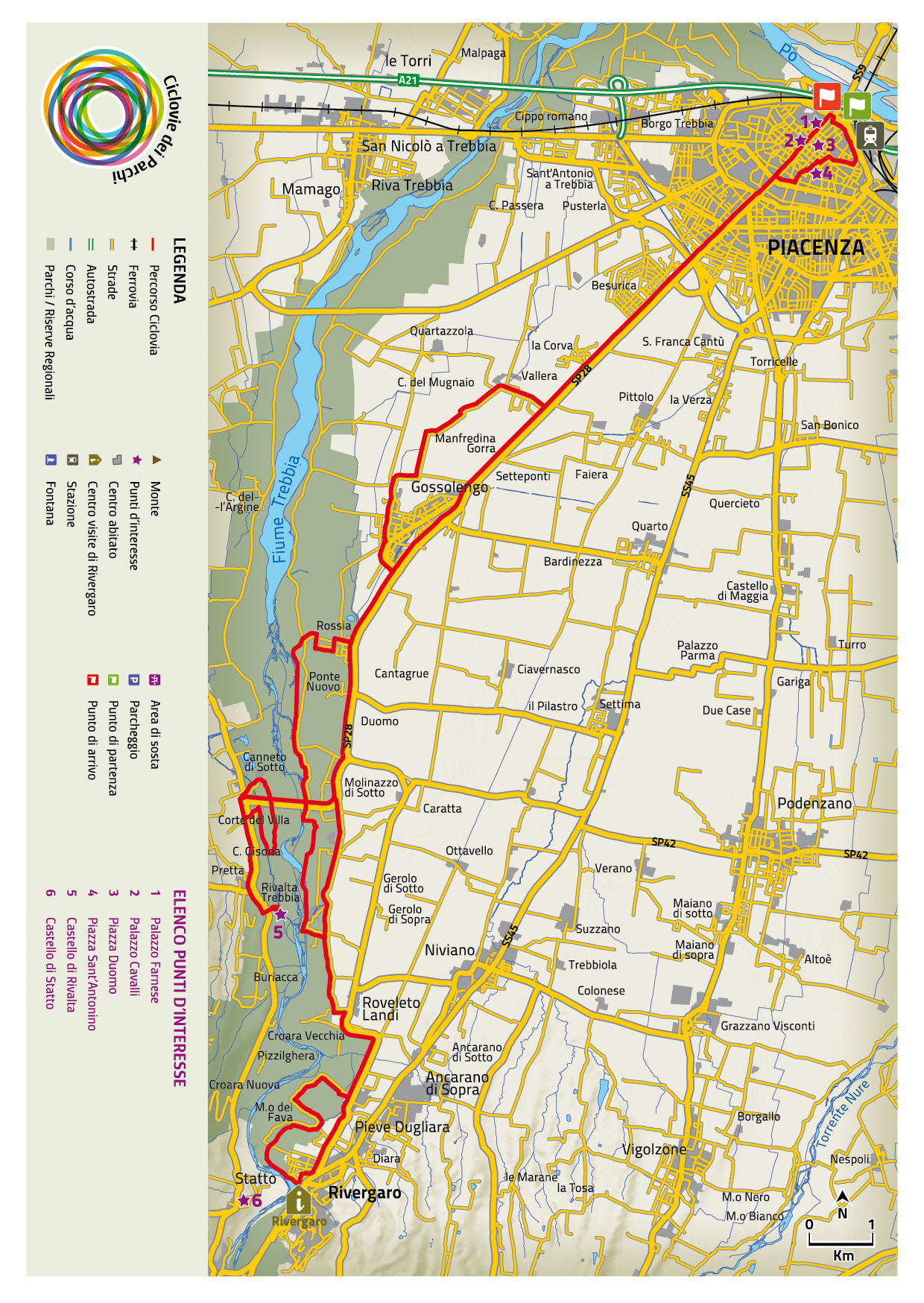
Itinerario ciclabile della Ciclovia del Trebbia

Bosco di CroaraSituata a sud di Rivalta, l'area boscata, del bosco di Croara, a differenza di gran parte dei territori della pianura Padana, sottoposti nel tempo ad opere di disboscamento e bonifica per ricavare legname ed aprire ampie superfici da destinare al pascolo, a prato o seminativo, ha conservato le sue caratteristiche di bosco planiziale grazie all'azione dei proprietari, che hanno dedicato le radure presenti all'interno dell'area al pascolo di bovini di razza Limousine. Al suo interno sono presenti alberi ad alto fusto come la quercia, l'acero, il frassino, mentre tra le piante erbacee si trovano nell'area alcune specie protette di orchidee, anemoni, gigli, oltreché il raro pungitopo.
Parco regionale fluviale del TrebbiaParco regionale istituito nel 2009 da parte della regione Emilia-Romagna e che comprende tutto il basso corso della Trebbia da Rivergaro fino alla confluenza nel Po, incluso, quindi, il corso del fiume nei pressi di Rivalta, per un totale di 4049 ha caratterizzati da un ambiente fluviale che alterna periodi di piena a periodi di siccità in cui il fiume si suddivide in più parti all'interno di un ampio greto ricoperto di ciottoli. All'interno dell'area protetta nidificano diversi uccelli migratori tra i quali l'occhione, eletto a simbolo del Parco, l'airone, la sterna e il gruccione. Lungo le due sponde del fiume poste nel territorio del parco è stata approntata una rete di percorsi tematici ed itinerari ciclabili.

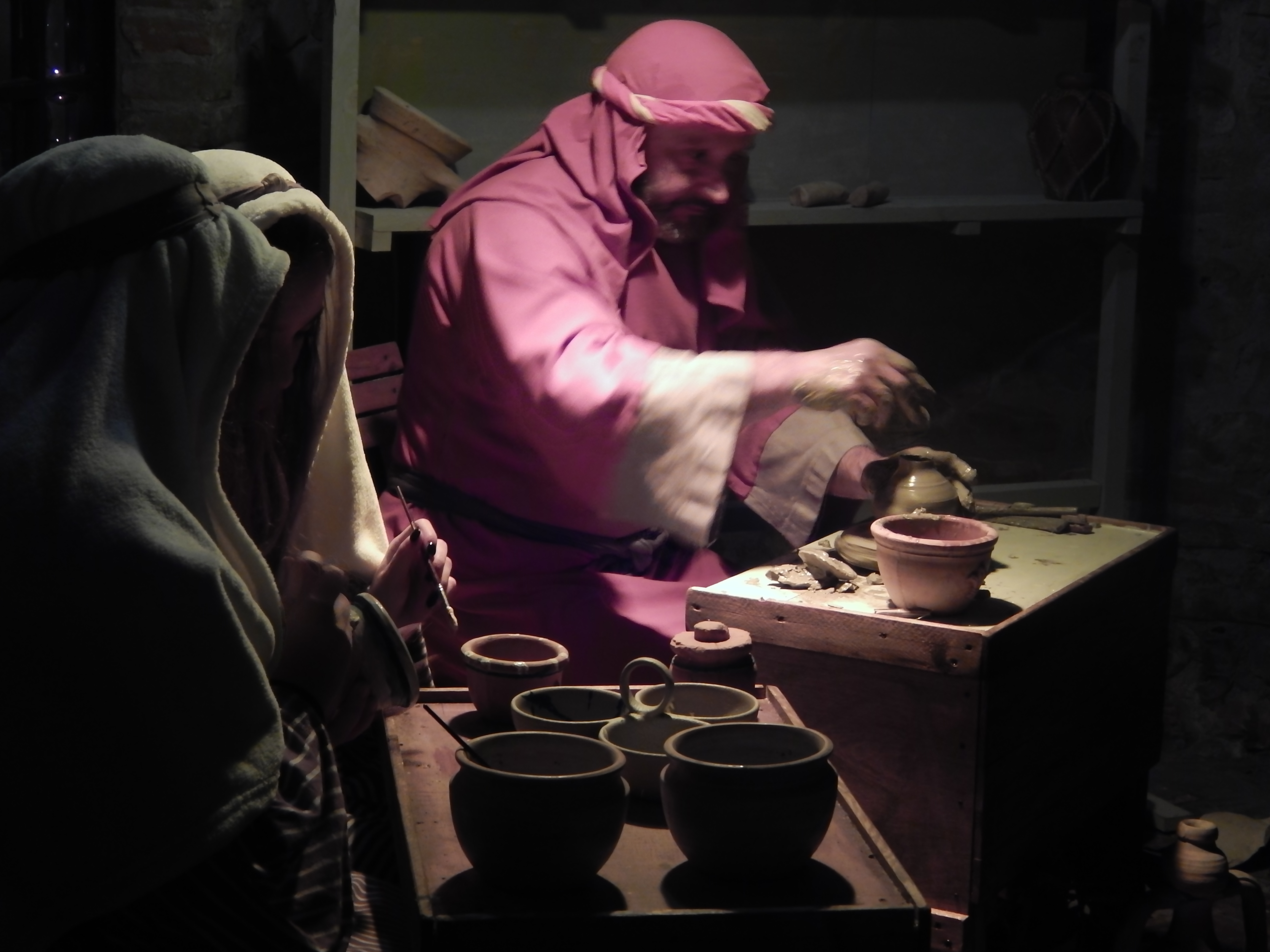
La bottega del vasaio nel Presepe vivente

## Cultura

### Eventi

#### Presepe vivente
La notte di Natale, all'interno del borgo medievale si svolge, a partire dal 1990, la rievocazione della Natività con la rappresentazione, operata da parte della popolazione locale delle vicende riguardanti la nascita di Gesù Cristo in tutta la loro interezza: dall'ingresso nel paese dei soldati romani, al censimento della popolazione ordinato da re Erode, dal consulto dei Re Magi dall'astrologo, alla ricerca di un alloggio di Giuseppe e Maria, fino alle botteghe artigiane di Betlemme